# Zvole (okres Šumperk)
Obec Zvole (německy Schmole) se nachází v okrese Šumperk v Olomouckém kraji. Žije zde 860 obyvatel.

## Název
Název vesnice je totožný se starým obecným zvóle (starší tvar zvóla), což byl právní termín pro právo užívat obecní majetek, zejména k lovu zvěře a ryb a k pastvě. Název vesnice tedy odráží, že byla obdařena tímto právem. Do němčiny byl název přejat v podobách Smola, Schmol, Schmol(l)e. Stejný význam mají i místní jména Wola a Volja v jihovýchodním Polsku, na Ukrajině a v Rusku.

## Historie
První písemná zmínka o obci pochází z roku 1273. Ze Zvole pochází jeden ze šlechtických rodů, vladykové Zvolští ze Zvole; největšího rozmachu dosáhli v 15. století, kdy jim patřila řada panství nejen v okolí, ale i na vzdálenějších místech (např. Kolštejn, Hlučín, Osoblaha atd.).
V obci stávala goticko-renesanční tvrz, poprvé připomínaná roku 1273, náležející do obvodu mohelnické rychty. Již tehdy náležela olomouckému biskupství. Později tvrz sloužila jako myslivna a sýpka. Na tuto přestavbu upozorňovala deska s letopočtem 1672, která byla na budově tvrze až do její likvidace. Dále pak tvrz sloužila jako vinopalna, hájovna, škola, jako moravské železářské sklady a mlékarna. Roku 1972 byla tvrz beze zbytku zbořena a na jejím původním místě dnes stojí zdravotní středisko (budova č. p. 31). Z tvrze zbyly pískovcové erby, dnes umístěné v boční kapli zdejšího kostela. Původní zvolský kostel stál v místech dnešní budovy školy.

## Kulturní památky
V katastru obce jsou evidovány tyto kulturní památky:
- Smírčí kříž, zvaný Cyrilometodějský (na návsi) – památka ze 16. století
- Krucifix (na návsi) – klasicistní kamenická práce z roku 1796 s prvky lidového baroka
- Sousoší Kalvárie (u silnice k Mohelnici)
- Sochy svatého Jana Nepomuckého a sloup s Immaculatou

Kulturní památky nechráněné zákonem:
- Kostel Neposkvrněného početí Panny Marie – novogotická stavba z roku 1862